# Schleuse Flaesheim

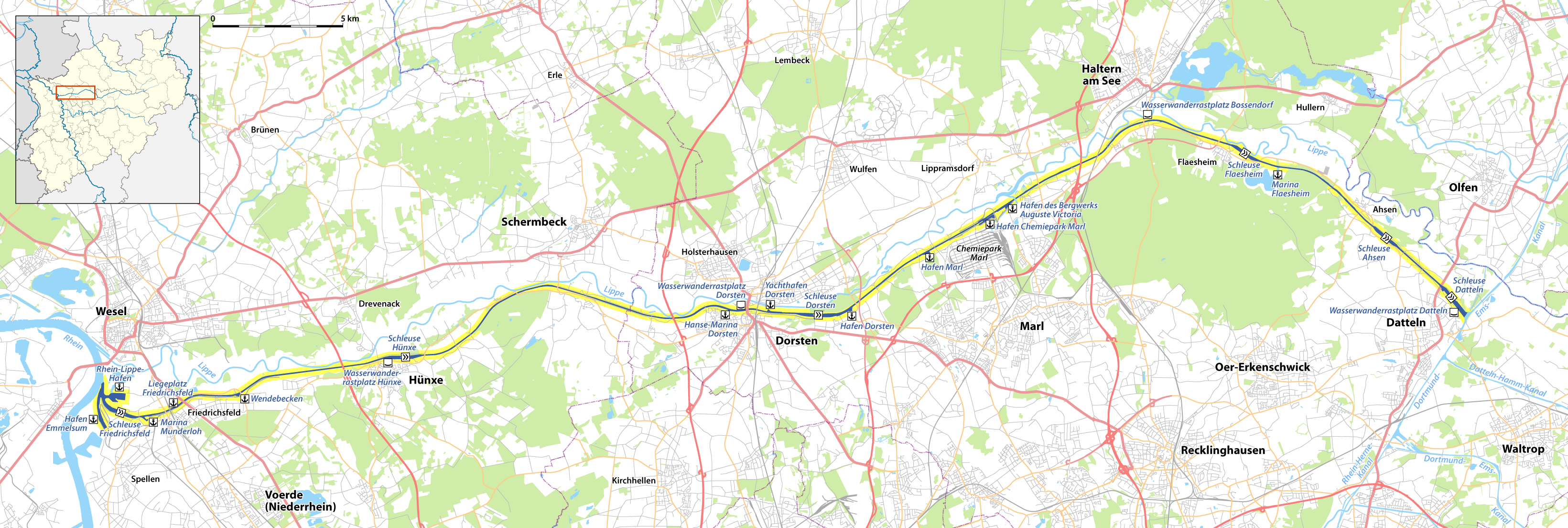
Lage der Schleusengruppe am Kanal

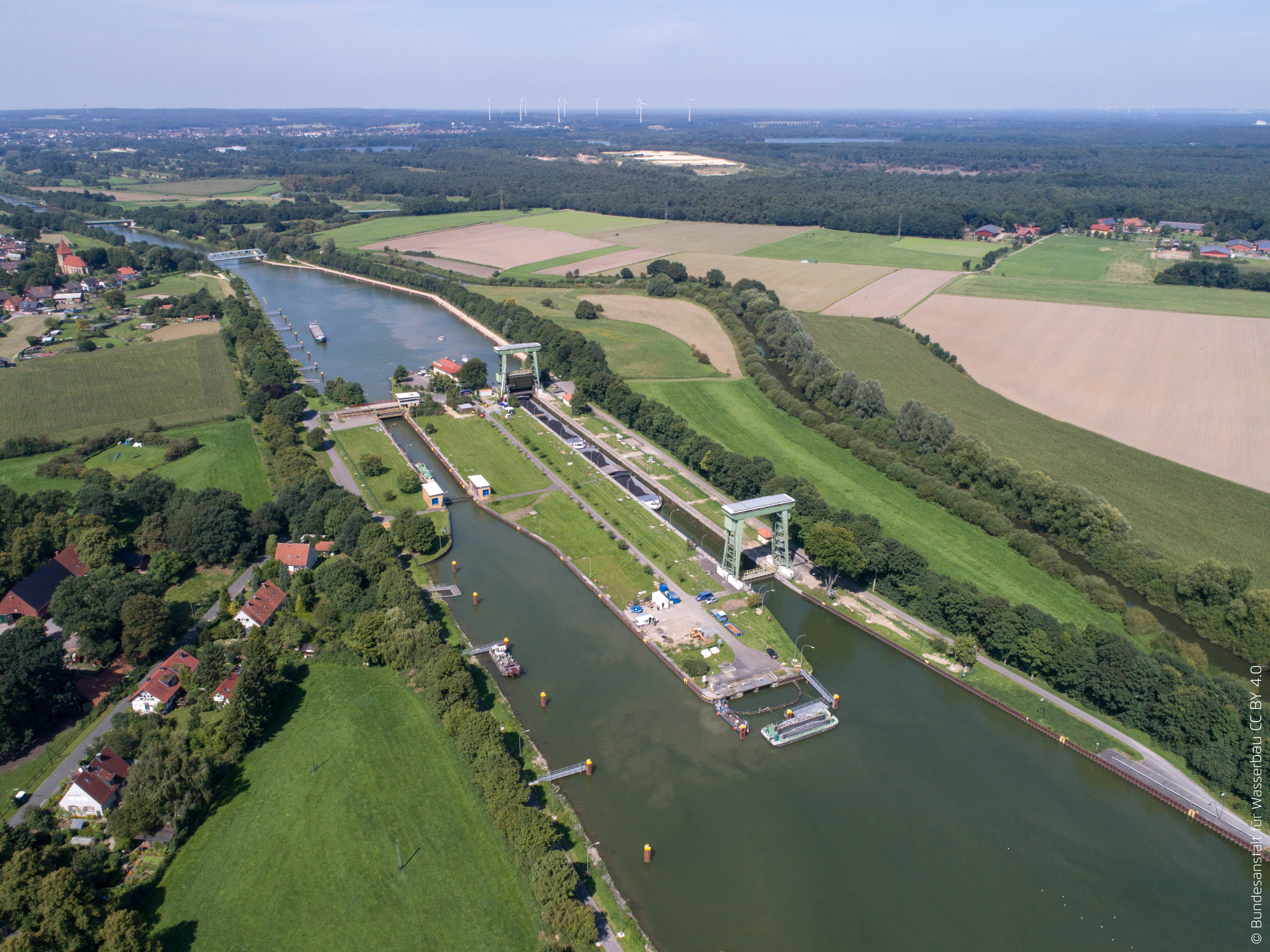
Luftaufnahme der Schleuse Flaesheim

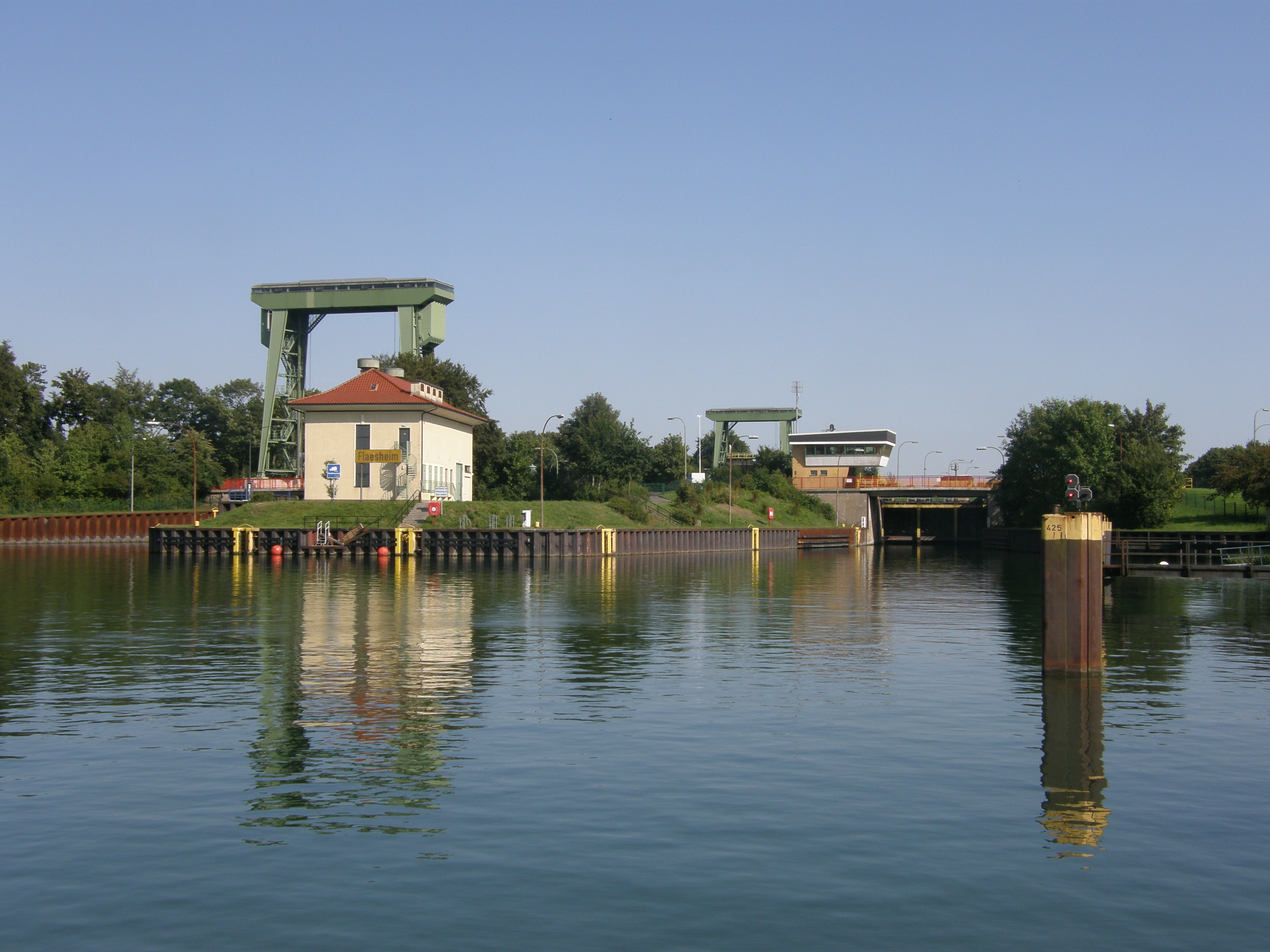
Unterwasser, links große, rechts kleine Schleuse, dazwischen das Pumpwerk

Die Schleusen Flaesheim gehören – vom Rhein her – zur vierten der sechs Kanalstufen des Wesel-Datteln-Kanals (WDK) bei Kanalkilometer 49,39 in Haltern-Flaesheim. Die Schleusengruppe überwindet einen Höhenunterschied von vier Metern. 
Die große Schleusenkammer ist 222 Meter lang, 12 Meter breit, für 2,80 Meter Tiefgang ausgelegt, fasst 11500 Kubikmeter Füllung und hat an beiden Enden Hubtore. Sie wurde zwischen 1928 und 1929 erbaut und offiziell 1931 mit dem Wesel-Datteln-Kanal in Betrieb genommen. 
Die kleine Schleusenkammer wurde zwischen 1967 und 1969 erbaut, ist 112 Meter lang, 12 Meter breit und fasst 6600 Kubikmeter. Sie hat am Oberwasser ein Hubsenktor und am Unterwasser ein Schiebetor. 
Die Betätigung beider Schleusen erfolgt durch die Schleusenwärter in den Steuerständen vor Ort. Die Betätigung des Pumpwerks erfolgt durch die 1984 in Betrieb genommene Fernsteuerungszentrale (FZW) des Wasserstraßen- und Schifffahrtsamt Westdeutsche Kanäle in Datteln.
Im Oberwasser wurden im Winter 2006 zwei neue Anleger für Wasserwanderer errichtet. An der Kanalstufe entlang führen die Radwanderwege Route der Industriekultur per Rad und Römerroute. An der Schleuse befindet sich auch die Slipanlage der nahegelegenen Marina Flaesheim.

## Pumpwerk
Das seit der Inbetriebnahme des Kanals 1931 vorhandene Rückpumpwerk dient zunächst dazu, das ins Unterwasser abgelaufene Schleusenbetriebswasser ins Oberwasser zurückzupumpen. Darüber hinaus kann über die ganze Pumpwerkskette des WDK bei Bedarf Rheinwasser in Richtung Kanalkreuz Datteln gepumpt werden zur Speisung der Scheitelhaltung Herne/Datteln-Münster des Westdeutschen Kanalnetzes. Betrieben werden drei Pumpen mit 4600 Litern Durchsatz pro Sekunde, die geodätische Förderhöhe beträgt 5,50 Meter. 
Auf dem Gelände zwischen großer und kleiner Schleuse ist eine der alten Zentrifugalpumpen von 1928 ausgestellt. Sie hatten eine Leistung von 420 PS und einen Durchsatz von 3000 Litern pro Sekunde.